# Philobrya multistriata
Philobrya multistriata is een tweekleppigensoort uit de familie van de Philobryidae. De wetenschappelijke naam van de soort is voor het eerst geldig gepubliceerd in 1908 door Lamy.